# 中张镇
中张镇，是中华人民共和国陕西省咸陽市泾阳县下辖的一个乡镇级行政单位。

## 行政区划
中张镇下辖以下地区：
张庄村、义民曹村、张白姚村、周家道村、王浩村、焦家村、罗堡村、石塔庄村、楼子村、东鸟村、西鸟村、西王村、山西庄村、马桥村、新庄村、刘解村、庙底村、北丈村、庆家村、坡西村和石村。